# Aberavon Cup 1972
L'Aberavon Cup 1972 è stato un torneo di tennis. È stata la 2ª edizione del torneo, che fa parte dei Tornei di tennis femminili indipendenti nel 1972. Si è giocato ad Aberavon in Gran Bretagna, dal 31 ottobre al 5 novembre 1972.

## Campionesse

### Singolare
Margaret Smith Court ha battuto in finale  Virginia Wade con il punteggio di 6–3, 6–4

### Doppio
Margaret Smith Court /  Virginia Wade hanno battuto in finale  Julie Heldman /  Betty Stöve con il punteggio di 6–0, 6–3